# Юлія Глушко
Юлія Сергіївна Глушко (нар. 4 січня 1990, Артемівськ, Українська РСР) — ізраїльська тенісистка українського походження; переможниця 17 турнірів ITF (вісім— в одиночному розряді); колишня десята ракетка світу в юніорському рейтингу.

## Загальна інформація
Юлія — одна з трьох дітей Сергія і Ольги Глушків. Має брата Олександра (на три роки молодший) і сестру Ліну (молодша на 10 років). Нині її батьки працюють тенісними тренерами (Сергій працював в спорті ще до народження старшої доньки).
Уродженка Донецької області в тенісі з чотирьох років. Улюблене покриття — хард.
У 1999 році родина Глушків репатріювалася до Ізраїлю, де відтоді мешкає.

## Спортивна кар'єра

### Рейтинг на кінець року
| Рік  | Одиночний рейтинг | Парний рейтинг |
| 2014 | 159               | 189            |
| 2013 | 91                | 109            |
| 2012 | 170               | 163            |
| 2011 | 165               | 392            |
| 2010 | 331               | 362            |
| 2009 | 317               | 693            |
| 2008 | 355               | 448            |
| 2007 | 887               | 890            |
| 2006 | 787               | 824            |

## Виступи на турнірах

### Фінали турнірівWTAв одиночному розряді (1)

#### Поразка (1)
| Легенда:                       |
| ------------------------------ |
| Турніри Великого Шолома (0)    |
| Олімпіада (0)                  |
| Підсумковий чемпіонат року (0) |
| Premier Mandatory (0)          |
| Premier 5 (0)                  |
| Premier (0)                    |
| International (0)              |
| WTA 125 (0)                    |

| Титули по покриттям | Титули по місту проведення матчів турніру |
| ------------------- | ----------------------------------------- |
| Хард (0)            | Зал (0)                                   |
| Ґрунт (0)           | Зал (0)                                   |
| Трава (0)           | Відкрите повітря (0)                      |
| Килим (0)           | Відкрите повітря (0)                      |

| №  | Дата            | Турнір        | Покриття | Суперниця у фіналі | Рахунок     |
| 1. | 13 вересня 2015 | Далянь, Китай | Хард     | Чжен Сайсай        | 6-2 1-6 5-7 |

#### Перемоги (8)
| Легенда:          |
| ----------------- |
| 100.000 USD (0+1) |
| 75.000 USD (0)    |
| 50.000 USD (2+2)  |
| 25.000 USD (3)    |
| 10.000 USD (3+6)  |

| Титули по покриттям | Титули по місцю проведення матчів турніру |
| ------------------- | ----------------------------------------- |
| Хард (5+7)          | Зал (0)                                   |
| Ґрунт (3+2)         | Зал (0)                                   |
| Трава (0)           | Відкрите повітря (8+9)                    |
| Килим (0)           | Відкрите повітря (8+9)                    |

| №  | Дата              | Турнір               | Покриття | Суперниця у фіналі      | Рахунок        |
| 1. | 11 листопада 2007 | Майорка, Іспанія     | Ґрунт    | Діана Енаке             | 6-0 6-0        |
| 2. | 29 травня 2010    | Раанана, Ізраїль     | Хард     | Керен Шломо             | 6-1 6-3        |
| 3. | 23 жовтня 2010    | Акко, Ізраїль        | Хард     | Юлія Кіммельманн        | 6-2 6-2        |
| 4. | 7 листопада 2010  | Калгурлі, Австралія  | Хард     | Ізабелла Холланд        | 6-1 6-2        |
| 5. | 28 листопада 2010 | Траралгон, Австралія | Хард     | Саша Джонс              | 2-6 7-5 7-6(4) |
| 6. | 29 липень 2012    | Лексінгтон, США      | Хард     | Джоанна Конта           | 6-3 6-0        |
| 7. | 24 березня 2013   | Палм-Гарбор, США     | Ґрунт    | Патриція Майр-Ахлайтнер | 2-6 6-0 6-4    |
| 8. | 7 липня 2013      | Ватерлоо, Канада     | Ґрунт    | Габріела Дабровскі      | 6-1 6-3        |

#### Поразка (1)
| №  | Дата           | Турнір           | Покриття | Суперниця у фіналі | Рахунок |
| 1. | 15 липень 2012 | Ватерлоо, Канада | Ґрунт    | Шерон Фічмен       | 3-6 2-6 |

### Фінали турнірівWTAв парному розряді (1)

#### Поразка (1)
| №  | Дата              | Турнір      | Покриття | Партнерка           | Суперниця в фіналі                 | Рахунок        |
| 1. | 10 листопада 2012 | Пуна, Індія | Хард     | Ноппаван Летчивакан | Ніна Братчикова Оксана Калашникова | 0-6 6-4 [8-10] |

### Фінали турнірівITFв парному розряді (21)

#### Перемоги (9)
| №  | Дата            | Турнир                | Покриття | Партнерка             | Суперниці в фіналі                | Рахунок           |
| 1. | 17 лютого 2008  | Албуфейра, Португалія | Хард     | Марина Мельникова     | Мартіна Бабакова Олена Чалова     | 6-3 0-6 [11-9]    |
| 2. | 23 березня 2008 | Порто Рафті, Греція   | Хард     | Домініце Ріполь       | Ніколь Клеріко Міка Урбанчич      | 1-6 7-5 [10-7]    |
| 3. | 24 травня 2008  | Раанана, Ізраїль      | Хард     | Манана Шапакідзе      | Чен Астрого Маркелла Кук          | 7-5 6-7(5) [10-6] |
| 4. | 29 травня 2010  | Раанана, Ізраїль      | Хард     | Керен Шломо           | Ефрат Мішор Анна Рапопорт         | 3-6 7-6(6) [10-3] |
| 5. | 18 липня 2010   | Атланта, США          | Хард     | Кристи Фриллинг       | Ірина Фальконі Марія Санчес       | 6-2 2-6 [10-7]    |
| 6. | 23 жовтня 2010  | Акко, Ізраїль         | Хард     | Яніна Толян           | Галлі де Ваель Зузана Лінгова     | 6-2 6-2           |
| 7. | 5 серпня 2012   | Ванкувер, Канада      | Хард     | Олівія Роговська      | Жаклін Како Наталі Плускота       | 6-4 5-7 [10-7]    |
| 8. | 19 травня 2013  | Сен-Годенс, Франція   | Ґрунт    | Паула Ормаечеа        | Стефані Дюбуа Курумі Нара         | 7-5 7-6(11)       |
| 9. | 15 мая 2015     | Сен-Годенс, Франція   | Ґрунт    | Маріана Дуке-Маріньйо | Беатріс Аддад Майя Ніколь Мелихар | 1-6 7-6(5) [10-4] |

#### Поразки (12)
| №   | Дата              | Турнір                        | Покриття | Партнерка             | Суперниці в фіналі                   | Рахунок           |
| 1.  | 11 листопада 2007 | Мальорка, Іспанія             | Ґрунт    | Шарлан Ваннест        | Марина Мельникова Сильвія Загорська  | 4-6 4-6           |
| 2.  | 24 листопада 2007 | Рамат-ха-Шарон, Ізраїль       | Хард     | Керен Шломо           | Ірина Кур'янович Міка Урбанчич       | 4-6 1-6           |
| 3.  | 14 вересня 2008   | Сараєво, Боснія і Герцеговина | Ґрунт    | Чагла Бююкакчай       | Альберта Брианти Полона Герцог       | 4-6 5-7           |
| 4.  | 25 червня 2010    | Крістінегамн, Швеція          | Ґрунт    | Пемра Озген           | Мервана Югич-Салкич Емма Лайне       | 2-6 3-6           |
| 5.  | 29 жовтня 2011    | Нетанія, Ізраїль              | Хард     | Ніколь Клеріко        | Чагла Бююкакчай Пемра Озген          | 5-7 3-6           |
| 6.  | 29 квітня 2012    | Шарлоттсвілль, США            | Ґрунт    | Олена Бовіна          | Марія Санчес Ясмін Шнак              | 2-6 2-6           |
| 7.  | 18 травня 2012    | Сен-Годенс, Франція           | Ґрунт    | Наомі Броуді          | Весна Долонц Ірина Хромачова         | 2-6 0-6           |
| 8.  | 28 липня 2012     | Лексінгтон, США               | Хард     | Олівія Роговська      | Сюко Аояма Сюй Їфань                 | 5-7 7-6(4) [4-10] |
| 9.  | 16 червня 2013    | Ноттінгем, Велика Британія    | Трава    | Еріка Сема            | Жюлі Куен Стефані Форетц Гакон       | 2-6 4-6           |
| 10. | 28 липня 2013     | Лексінгтон, США               | Хард     | Шанель Сіммондс       | Ніча Летпітаксінчай Пеангтарн Пліпич | 6-7(5) 3-6        |
| 11. | 4 травня 2014     | Вісбаден, Німеччина           | Ґрунт    | Менді Мінелла         | Вікторія Голубич Діана Марцинкевич   | 4-6 3-6           |
| 12. | 10 квітня 2015    | Медельїн, Колумбія            | Ґрунт    | Маріана Дуке-Маріньйо | Лурдес Домінгес Ліно Менді Мінелла   | 5-7 6-4 [5-10]    |